# Kota Tinggi (district)
Kota Tinggi is een district in de Maleisische deelstaat Johor.
Het district telt 193.000 inwoners op een oppervlakte van 3500 km².